# Monniotus
Monniotus is een geslacht van zakpijpen (Ascidiacea) uit de familie van de Protopolyclinidae en de orde Aplousobranchia.

## Soort
- Monniotus australis (Kott, 1957)
- Monniotus pacificus Monniot F. & Monniot C., 2001
- Monniotus papillosus Monniot F. & Monniot C., 2001
- Monniotus radiatus Kott, 1992
- Monniotus ramosus Millar, 1988
- Monniotus spica Monniot F., 2012